# César Martins de Oliveira
César Martins de Oliveira, mais conhecido como César (São João da Barra, 13 de abril de 1956 – Rio de Janeiro, 17 de setembro de 2024), foi um futebolista brasileiro que atuava como atacante.

## Carreira
Começou a jogar futebol em um time amador da cidade, o Sanjoanense, e posteriormente foi para o juvenil do Americano de Campos, onde chegou à equipe principal que se sagrou eneacampeã citadina no ano de 1975.
Profissionalizou-se no ano seguinte, no America, do Rio de Janeiro. Estreou em jogos oficiais na vitória por 2 a 0 sobre o Volta Redonda pelo primeiro turno do Carioca de 1976. No Brasileiro de 1976, em que César atuou como titular em dez dos 12 jogos do América, marcou seu primeiro gol com a camisa rubra num torneio oficial de profissionais, na vitória de 2 a 0 sobre o Vasco no Maracanã, pela primeira fase da competição.
Em julho de 1977, sob o comando do técnico Tim, chegou a ser brevemente testado de improviso na lateral-direita em amistosos de meio de temporada e na abertura do returno do Campeonato Carioca. No Brasileirão daquele ano, César fez 19 partidas, sendo 15 como titular, e marcou quatro gols.
Já no torneio do ano seguinte, praticamente emendado no anterior, foi o único titular em todos os 26 jogos da campanha, e marcou mais quatro gols.
Pelo America, foi artilheiro do Campeonato Brasileiro de 1979 com 13 gols, artilharia esta que o levou naquele ano ao Benfica.
Chegou a Portugal em dezembro de 1979, estreando no dia 26 de dezembro, frente ao Estoril, sendo o segundo estrangeiro a atuar no clube. No Benfica, foi autor do gol do título da Taça de Portugal de 80, ganhou os Campeonatos Portugueses de 1981 e 1983 e chegou até a semifinal da Liga dos Campeões. Marcaria 24 gols em 85 jogos pelo Benfica.
Voltou de Portugal em janeiro de 1983 para o Grêmio, contratado por 35 milhões. Estreou em 6 de julho, no Olímpico, contra o Campo Grande, pela Taça de Ouro. No mesmo ano tornou-se herói ao marcar o gol do título da Taça Libertadores da América de 1983 sobre o Peñarol por 2 a 1. Na Copa Intercontinental, em dezembro, viajou para o Japão, não atuou, mas voltou com o título.
Em 1984, sofreu uma grave lesão entre o fêmur e a bacia.
Saiu para o Palmeiras, em 1985, depois defendeu o São Bento, de Sorocaba. 
Quando já estava pensando em parar, recebeu o convite do amigo Moisés Carvalho, e atuou pelo Pelotas até aposentar-se, em 1987, aos 31 anos.
No Pelotas, ingressou na carreira de treinador, mas não deu prosseguimento como técnico.

## Títulos
Americano
- Campeonato Campista: 1975

América RJ
- Taça Jayme de Carvalho: 1976

Benfica
- Campeonato Português de Futebol: 1980/1981[8] e 1982/1983
- Taça de Portugal: 1979-80, 1980–81 e 1982–83
- Supertaça Cândido de Oliveira: 1980
- Taça de Honra da AF Lisboa (1ª Divisão): 1979–80 e 1981–82

Grêmio
- Copa Intercontinental: 1983
- Copa Libertadores da América: 1983

### Prêmios individuais
- Artilheiro do Campeonato Brasileiro de 1979: (13 gols)
- Bola de Prata da revista Placar: 1979

## Suposta Morte
César chegou a receber a homenagem de um minuto de silêncio em uma partida vencida pelo Grêmio por 7 a 0 contra o Grêmio de Santana do Livramento, no Olímpico, pelo Gauchão de 1995. No dia seguinte, a informação foi corrigida.

### Morte
César faleceu em 17 de setembro de 2024 aos 68 anos, ele estava internado no Rio e enfrentava problemas de saúde nos últimos anos em decorrência de um câncer de próstata.